# Gorybia simplicior
Gorybia simplicior är en skalbaggsart som först beskrevs av Bates 1870.  Gorybia simplicior ingår i släktet Gorybia och familjen långhorningar. Inga underarter finns listade i Catalogue of Life.